# Makbule Atadan

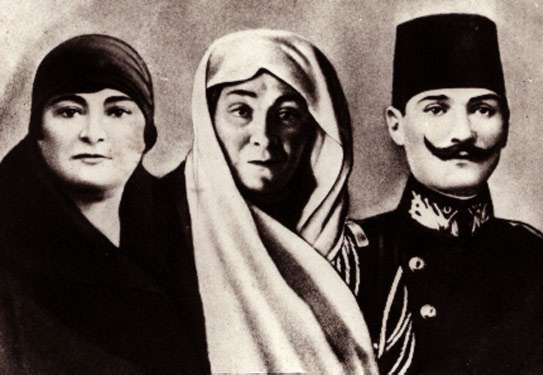
Makbûle (links) mit ihrer Mutter Zübeyde Hanım und Bruder Mustafa Kemal (1905)

Makbûle Atadan (* 1885 in Thessaloniki, Vilâyet Saloniki, Osmanisches Reich; †  18. Januar 1956 in Ankara) war die Schwester Mustafa Kemal Atatürks, des Staatsgründers der Türkei. Sie war seine einzige das Erwachsenenalter erreichende Schwester, während ihre anderen vier Geschwister jung starben.

## Leben
Sie wuchs als Tochter von Ali Rıza Efendi im damals osmanischen Selanik (heute Thessaloniki) auf und zog nach den Balkankriegen zusammen mit ihrer Mutter Zübeyde Hanım nach Istanbul.
Nach der Gründung der Republik im Jahre 1923 zog sie mit ihrer Mutter in die neue Hauptstadt Ankara, unterstützt von ihrem Bruder Mustafa Kemal Pascha, der am Tag der Republik erster Präsident der Türkei wurde.
1930 wurde Makbûle Hanım politisch aktiv, indem sie der neu gegründeten oppositionellen Serbest Cumhuriyet Fırkası (Freie Republikanische Partei SCF) von Fethi Okyar beitrat. Allerdings endete ihre politische Karriere bald, als wenige Monate später Fethi Bey die Partei auflöste.
Makbûle heiratete 1935 Mecdi Boysan, einen Abgeordneten der CHP in der Großen Türkischen Nationalversammlung. Später lebte sie im Camlı Köşk (Glaspavillon), einer 1936 für sie erbauten Villa im Garten des präsidialen Çankaya-Palastes.
Sie veröffentlichte ihre Memoiren in ihren Büchern „Büyük Kardeşim Atatürk“ (Atatürk, Mein Großer Bruder; 1952) und „Ağabeyim Mustafa Kemal“ (Mustafa Kemal, Mein Bruder; 1952). Makbûle Atadan starb am 18. Januar 1956 in Ankara im Alter von 71 Jahren und wurde später auf dem städtischen Friedhof Cebeci beigesetzt.